# ティンタジェル城
ティンタジェル城（Tintagel Castle）は、イギリス、コーンウォールのティンタジェル沿岸部に所在する遺跡である。この地はもともとローマ人の居住地であったが、城砦そのものは13世紀からのものである。この城跡はアーサー王伝説に関連されたものとして考えられ、観光地として人気も高く、イングリッシュ・ヘリテッジによって管轄されている。

## 時代による変移

### 古代
ローマ帝国がブリテン島に押し寄せてきた時、コーンウォール地方にまではその覇権は行き届いてはいなかった。しかしこの地の貨幣、陶器の破片から、3世紀か4世紀までには支配下に入っていたようである。ローマ街道の道標が2つ近辺で発見されていることから、居住地があったと考えられている。地名は、恐らくは「ドゥロコルノウィウム」と呼ばれたと思われる。

### 中世初期
ローマ人がブリテン島を去った後、ケルト人がこの地にやってきて、城砦を築いた。ドゥムノニアの支配者が夏に過ごす居住地であったとしばしば考えられている。700年頃に編集された文献ラヴェンナ・コスモグラフィ（Ravenna Cosmography）に「プロコロナウィス」（Purocoronavis）という地名があり、前述の地名「ドゥロコルノウィウム」（Durocornovium）と類似点が見受けられ、そこは「砦、もしくは城壁に囲まれたコルノウィ族の居住地」として触れられている。その記述は正確にはどこのことかは言及していないが、可能性としてティンタジェル城ないしカーン・ブレー城を指していることはありえる。

### コーンウォール伯リチャード
1233年、イングランド王ジョンの次男でヘンリー3世の弟であるコーンウォール伯リチャードによって城は建てられた。古のコーンウォールを治めた王たちの場所として思われ、またアーサー王伝説所縁の土地であるという理由からである。城は古のものと映るように古式の様式で建築された。リチャードはこのようにして、余所者に対して警戒心のあるコーンウォールの民の信用を高めようと考えていた。城自体の戦略的価値は全くなかった。
リチャードの後にコーンウォール伯を継いだ者の中で、この城に興味を抱いた人物はいなかったので、城は州長官に任された。城は荒廃し、1330年代には屋根が取れてしまった。これ以来、城は住居として用を成さない城跡となった。

### ヴィクトリア朝時代
ヴィクトリア朝時代、アーサー王伝説のブームが起こり、この城砦跡は観光地となった。1850年までティンタジェルの村はトレヴェナという名であったが、観光をアーサー王とキャメロット城の伝説時代に焦点を合わせて売り出すために、村は「ティンタジェル」と改名された。しかし厳密に言えば、ティンタジェルとは沿岸部の岬部分だけの地名である。